# سوزان فلون
سوزان فلون (فرانسوی: Suzanne Flon‎؛ ۲۸ ژانویهٔ ۱۹۱۸ – ۱۵ ژوئن ۲۰۰۵) هنرپیشه اهل فرانسه بود.
از فیلم‌هایی که وی در آنها نقش داشته‌است می‌توان به ترن، آقای کلاین، ساقدوش، محاکمه، عشق‌های مشهور، گل رنج، مولن روژ، آقای آرکادین، کوارتت، بومرنگ و جف اشاره کرد.